# Notholepthyphantes
Notholepthyphantes es un género de arañas araneomorfas de la familia Linyphiidae. Se encuentra en Sudamérica donde son un endemismo de Chile.

## Lista de especies
Según The World Spider Catalog 12.0:
- Notholepthyphantes australis (Tullgren, 1901)
- Notholepthyphantes erythrocerus (Simon, 1902)